# ISO 3166-2:PF

Francouzská Polynésie na mapě

Kódy ISO 3166-2 pro Francouzskou Polynésii neidentifikují žádné regiony (stav v roce 2015).